# Fåglarna 2
Fåglarna 2, engelsk originaltitel: The Birds II: Land’s End, är en amerikansk skräckfilm från 1994. Den är uppföljare till Alfred Hitchcocks Fåglarna från 1963.

## Handling
En biologilärare och hans fru tar med sina två barn till en sommarstuga på en ö, där läraren skall skriva en avhandling. Medan där de är börjar fåglarna på ön att angripa människorna. De styrande i öns samhälle är till att börja med tvivlande till att fåglarna är ett hot, men tvingas till slut inse att så är fallet.

## Rollista
| Brad Johnson      | – Ted         |
| Chelsea Field     | – May         |
| James Naughton    | – Frank       |
| Jan Rubes         | – Karl        |
| Tippi Hedren      | – Helen       |
| Stephanie Milford | – Jill        |
| Megan Gallacher   | – Joanna      |
| Richard K. Olsen  | – Doc Rayburn |